# Список потерь Ми-8 и его модификаций (2009 год)
Список потерянных Ми-8 всех модификаций (включая Ми-9, -14, −17, -18, −19, -171 и −172) составлен по данным из открытых источников и учитывает только авиационные происшествия или воздействие внешних сил, приведшие к утрате вертолёта или его списанию вследствие полученных повреждений.
Список не полный и не окончательный.

## Список аварий и катастроф
| № п/п | Дата    | Модификация / Бортовой номер | Место                                                 | Жертвы / На борту | Краткое описание |
| ----- | ------- | ---------------------------- | ----------------------------------------------------- | ----------------- | --- |
| 1     | 9 янв.  | Ми-171 RA-22463              | Республика Алтай, 43 км южнее Кош-Агача               | 7/11              | Экипаж принял участие в несанкционированной браконьерской охоте с воздуха на архаров, занесённых в Красную книгу, оформив фиктивный план на полёт. В полёте экипаж снизился в горах на недопустимо малую высоту и приступил к поиску, загону и отстрелу диких животных с высадкой охотников, а также к отстрелу животных с воздуха. После отстрела очередного животного, при выполнении разворота с целью захода для зависания и взятия на борт туши, вертолёт столкнулся со склоном горы. Машина полностью разрушилась, 5 пассажиров (в том числе начальник главного управления внутренней политики Президента Российской Федерации Александр Косопкин) и 2 члена экипажа погибли. Из членов экипажа в живых остался второй пилот. Его и ещё трёх оставшихся в живых пассажиров нашли через два дня поисков рядом с местом катастрофы. |
| 2     | 12 июля | Ми-8МТВ-1 4k-27038           | Каспийское море, близ острова Чилов                   | 2/6               | При взлёте с буровой установки вертолёт лопастями несущего винта задел трос крана. От удара началось разрушение лопастей, которые обрубили хвостовую балку. Вертолёт, перемещаясь, выкатился за пределы посадочной площадки и упал в море. Погибли два пассажира. |
| 3     | 19 июля | Ми-8МТВ-1 RA-25831           | Кандагар                                              | 16/21             | При попытке взлёта с массой, превышающей максимально допустимую для фактических условий и выбранного метода взлёта, вертолёт на расстоянии 200 м от посадочной площадки коснулся земли колёсами шасси. Экипаж предпринял дальнейшие попытки взлёта, но в поднятом винтами песчаном вихре потерял пространственную ориентацию, машина столкнулась с землёй и, разрушившись, сгорела. Погибли 16 пассажиров, члены экипажа и остальные пассажиры получили травмы различной степени тяжести. |
| 4     | 22 июля | Ми-8АМТ RA-22968             | Волгоградская область, Котовский район, близ Моисеево | 6/8               | В полёте произошло разрушение лопасти рулевого винта из-за применения некачественных материалов при его изготовлении. При выполнении вынужденной посадки рулевой винт сорвался с хвостовой балки, машина перешла в неконтролируемое вращение и упала на землю. В пожаре, вызванном разрушением вертолёта, погибли 5 пассажиров и бортмеханик. |
| 5     | 19 дек. | Ми-171 RA-22468              | Республика Коми, 3 км от аэропорта Воркуты            | 1/25              | При заходе на посадку экипаж потерял пространственную ориентацию вследствие отвлечения внимания от контроля за пилотированием на визуальный поиск ВПП в условиях отсутствия недостаточной видимости, что привело к непреднамеренному выводу машины на большие углы тангажа, потере скорости и попаданию в режим вихревого кольца. В результате падения вертолёта 14 пассажиров получили травмы различной степени тяжести, один из них скончался в больнице спустя 21 день после происшествия. |
| 6     | 28 дек. | Ми-8Т RA-24209               | Камчатский край, 45 километров от Анавгая             | 0/3               | При полёте в сложных метеоусловиях с превышением максимально допустимого веса произошло выключение левого двигателя в результате обледенения. В дальнейшем экипаж предпринял ошибочные действия при попытках запустить остановившийся двигатель и выполнении вынужденной посадки. В результате грубого приземления машина получила значительные повреждения. Бортмеханика зажало в кабине деформированными деталями конструкции вертолёта. КВС помог выбраться из кабины легко травмированному второму пилоту, а сам, до прибытия поисково-спасательной команды, покончил жизнь самоубийством. |
| 7     | 8 сент. | Ми-8 н.д.                    | Южно-Казахстанская область, Казыгуртский район        | 10/13             | Вертолёт пограничной службы КНБ РК. При заходе на посадку в горной местности в условиях порывистого ветра экипаж не справился с управлением, машина опрокинулась, покатилась вниз по склону и взорвалась. При взрыве троих пассажиров-пограничников выбросило из вертолёта и они единственные выжившие в катастрофе. |